# Каптюх Василь Борисович
Василь Борисович Каптюх (біл. Васіль Барысавіч Капцюх, нар. 27 червня 1967, Молодечно, Білорусь) — білоруський легкоатлет, що спеціалізується на метанні диска, бронзовий призер Олімпійських ігор 1996 року, призер чемпіонату світу.

## Кар'єра
| Рік                  | Змагання                         | Місто                | Місце            | Примітки         |
| Представник СРСР     | Представник СРСР                 | Представник СРСР     | Представник СРСР | Представник СРСР |
| -------------------- | -------------------------------- | -------------------- | ---------------- | ---------------- |
| 1985                 | Чемпіонат Європи серед юніорів   | Котбус, НДР          | 3                | 57.18 м          |
| 1986                 | Чемпіонат світу серед юніорів    | Афіни, Греція        | 3                | 58.22 м          |
| 1990                 | Чемпіонат Європи                 | Спліт, Югославія     | 4                | 63.72 м          |
| 1991                 | Чемпіонат світу                  | Токіо, Японія        | 12               | DNS              |
| Представник Білорусь |                                  |                      |                  |                  |
| 1993                 | Чемпіонат світу                  | Штутгарт, Німеччина  | 7                | 61.64 м          |
| 1995                 | Чемпіонат світу                  | Гетеборг, Швеція     | 3                | 65.88 м          |
| 1995                 | Фінал Гран-прі IAAF              | Монте-Карло, Монако  | 4                | 66.30 м          |
| 1996                 | Олімпійські ігри                 | Атланта, США         | 3                | 65.80 м          |
| 1997                 | Чемпіонат світу                  | Афіни, Греція        | 11               | 60.12 м          |
| 1997                 | Фінал Гран-прі IAAF              | Фукуока, Японія      | 7                | 61.80 м          |
| 2000                 | Олімпійські ігри                 | Сідней, Австралія    | 4                | 67.59 м          |
| 2001                 | Чемпіонат світу                  | Едмонтон, Канада     | 6                | 66.25 м          |
| 2001                 | Фінал Гран-прі IAAF              | Мельбурн, Австралія  | 8                | 61.60 м          |
| 2003                 | Чемпіонат світу                  | Париж, Франція       | 3                | 66.51 м          |
| 2003                 | Всесвітній легкоатлетичний фінал | Монте-Карло, Монако  | 3                | 65.85 м          |
| 2004                 | Олімпійські ігри                 | Афіни, Греція        | 4                | 65.10 м          |
| 2004                 | Всесвітній легкоатлетичний фінал | Монте-Карло, Монако  | 6                | 63.03 м          |
| 2005                 | Чемпіонат світу                  | Гельсінкі, Фінляндія | 9 (q)            | 61.04 м          |